# Садовський Денис Володимирович
Денис Володимирович Садовський — старший солдат Збройних Сил України, учасник російсько-української війни, що загинув у ході російського вторгнення в Україну в 2022 році.

## Життєпис
Денис Садовський народився 1982 року в місті Хмельницькому. З 2014 року брав участь у війні на сході України. З початком повномасштабного російського вторгнення в Україну був мобілізований та перебував на передовій. Загинув 13 квітня 2022 року разом із земляком сержантом Романом Мукомелом. Поховали загиблого на Алеї Слави на кладовищі в мікрорайоні Ракове 15 квітня 2022 року разом з Олександром Самофаловим, який загинув 8 квітня, та з сержантом Романом Мукомелом. 29 серпня 2022 року в день ушанування пам'яті захисників України орден «За мужність» III ступеня посмертно вручили родинам Мукомели та Садовського.

## Нагороди
- Орден «За мужність» III ступеня (2022, посмертно) — за особисту мужність і самовіддані дії, виявлені у захисті державного суверенітету та територіальної цілісності України, вірність військовій присязі[4].